# Кантон (Міссурі)
Кантон (англ. Canton) — місто (англ. city) в США, в окрузі Люїс штату Міссурі. Населення — 2774 особи (2020).

## Географія
Кантон розташований за координатами 40°7′47″ пн. ш. 91°31′33″ зх. д. / 40.12972° пн. ш. 91.52583° зх. д. (40.129859, -91.525843).  За даними Бюро перепису населення США в 2010 році місто мало площу 6,70 км², з яких 5,92 км² — суходіл та 0,78 км² — водойми.

## Демографія
Згідно з переписом 2010 року, у місті мешкало 2377 осіб у 829 домогосподарствах у складі 493 родин. Густота населення становила 355 осіб/км².  Було 954 помешкання (142/км²).
Расовий склад населення:
| - 92,0 % — білих - 5,3 % — чорних або афроамериканців - 0,5 % — азіатів - 0,2 % — вихідців з тихоокеанських островів - 0,2 % — корінних американців |

До двох чи більше рас належало 1,3 %. Частка іспаномовних становила 1,8 % від усіх жителів.
За віковим діапазоном населення розподілялося таким чином: 19,1 % — особи молодші 18 років, 67,3 % — особи у віці 18—64 років, 13,6 % — особи у віці 65 років та старші. Медіана віку мешканця становила 26,5 року. На 100 осіб жіночої статі у місті припадало 92,6 чоловіків;  на 100 жінок у віці від 18 років та старших — 92,6 чоловіків також старших 18 років.
Середній дохід на одне домашнє господарство  становив 46 379 доларів США (медіана — 36 625), а середній дохід на одну сім'ю — 60 349 доларів (медіана — 50 457). Медіана доходів становила 38 831 долар для чоловіків та 22 679 доларів для жінок. За межею бідності перебувало 17,8 % осіб, у тому числі 20,7 % дітей у віці до 18 років та 13,6 % осіб у віці 65 років та старших.
Цивільне працевлаштоване населення становило 1136 осіб. Основні галузі зайнятості: освіта, охорона здоров'я та соціальна допомога — 45,6 %, виробництво — 12,5 %, мистецтво, розваги та відпочинок — 9,9 %, роздрібна торгівля — 9,7 %.